# Mellor
Mellor is een civil parish in het bestuurlijke gebied Ribble Valley, in het Engelse graafschap Lancashire met 2262 inwoners.